# Municipio de Blendon (Míchigan)
El municipio de Blendon (en inglés: Blendon Township) es un municipio ubicado en el condado de Ottawa en el estado estadounidense de Míchigan. En el año 2010 tenía una población de 5772 habitantes y una densidad poblacional de 61,27 personas por km².

## Geografía
El municipio de Blendon se encuentra ubicado en las coordenadas 42°53′49″N 85°58′10″O / 42.89694, -85.96944. Según la Oficina del Censo de los Estados Unidos, el municipio tiene una superficie total de 94.2 km², de la cual 94,18 km² corresponden a tierra firme y (0,02 %) 0,02 km² es agua.

## Demografía
Según el censo de 2010, había 5772 personas residiendo en el municipio de Blendon. La densidad de población era de 61,27 hab./km². De los 5772 habitantes, el municipio de Blendon estaba compuesto por el 97,28 % blancos, el 0,33 % eran afroamericanos, el 0,12 % eran amerindios, el 0,55 % eran asiáticos, el 0,94 % eran de otras razas y el 0,78 % eran de una mezcla de razas. Del total de la población el 3,15 % eran hispanos o latinos de cualquier raza.